# Інтрузив

Інтрузив.JPG

Інтрузиви: 1. Лаколіт 2. Апофіза 3. Батоліт 4. Дайка 5. Сілл
6. Нек 7. Лополіт

Інтрузи́в (рос. интрузив, англ. intrusive, injected body, injected mass; нім. Intrusivkörper m, Intrusivmasse f) — магматичне тіло, яке виникло в товщі земної кори від застигання магми.
За формою, величиною і відношенням до вмісних порід розрізняють: штоки, батоліти, етмоліти, хоноліти, лаколіти, пластові та січні жили тощо.

## В Україні
З розшарованими інтрузивами ультрамафіт-мафітових порід та їх габро-сієнітовими аналогами Українського щита пов'язані родовища та прояви Tі, Fe, V, Sc, Zr, Та, Nb, Cu, Ni та TR, а також неметальних корисних копалин — фосфору, польових шпатів, олівіну, піроксенів, будівельного та декоративного каменю (лабрадорит, габро, норит, сієніт, маріуполіт, діорит, анортозити, гранодіорит, плагіограніт та ін.).